# Good American Family
Good American Family är en amerikansk dramaserie baserad på verkliga händelser som har premiär under 2025 på Disney+. Serien, som består av åtta avsnitt, är skapad av Katie Robbins.

## Handling
Serien kretsar kring ett par från Mellanvästern som adopterar en liten flicka med, vad de tror, dvärgväxt. När de börjar uppfostra henne tillsammans med sina tre biologiska barn, dras de in i en kamp som utspelar sig i skvallerpressen och i rättssalen.

## Rollista (i urval)
- Ellen Pompeo – Kristine Barnett
- Mark Duplass – Michael Barnett
- Imogen Faith Reid – Natalia Grace
- Dulé Hill – Brandon Drysdale
- Sarayu Blue – Valika
- Christina Hendricks – Cynthia Mans